# Distretto di Gümüşova
Il distretto di Gümüşova (in turco Gümüşova ilçesi) è uno dei distretti della provincia di Düzce, in Turchia.
| Controllo di autorità | VIAF (EN) 281152331595003260006 · LCCN (EN) n2018017706 |